# Коваленко, Владимир Фёдорович
Владимир Фёдорович Коваленко (1938—2020) — советский и российский дирижёр и музыкальный педагог. Главный дирижёр Пермского театра оперы и балета (1977—1981), Красноярского театра оперы и балета (1981—1987) и Самарского театра оперы и балета (1987—2011). Заслуженный деятель искусств Российской Федерации (1992).

## Биография
Родился 9 ноября 1938 года в посёлке Ордынское Новосибирской области.
С 1959 года после окончания Новосибирского музыкального училища обучался в Новосибирской государственной консерватории, которое окончил в 1964 году. С 1964 по 1969 год проходил обучение в аспирантуре по кафедре А. М. Каца. С 1963 по 1967 год на педагогической работе в Новосибирской государственной консерватории. С 1966 по 1977 год Коваленко был дирижёром Новосибирского театра оперы и балета. С 1973 по 1974 год под руководством Герберта Караяна проходил стажировку в Высшей школе музыки и исполнительского искусства. С 1977 по 1981 год — главный дирижер Пермского театра оперы и балета. С 1981 по 1987 год — главный дирижер Красноярского театра оперы и балета. С 1987 по 2011 год — главный дирижёр Самарского театра оперы и балета. С 1987 года помимо основной деятельности Коваленко занимался и педагогической работой: с 1987 по 1988 год — преподаватель Красноярского государственного института искусств, с 1988 по 1998 год — доцент кафедры оркестрового дирижирования Самарской государственной академии культуры искусств и с 1998 года —  заведующий кафедрой искусств Самарского муниципального университета
За период работы Коваленко было осуществлено свыше пятидесяти постановок опер, в числе которых были:  «Фауст» Шарля Гуно, «Так поступают все женщины» (В. А. Моцарта), «Риголетто» Джузеппе Верди, «Евгений Онегин» и «Пиковая дама» (П. И. Чайковского), «Князь Игорь» (А. П. Бородина), «Богема» Джакомо Пуччини. Впервые в России В. Ф. Коваленко были осуществлены постановки таких опер как: «Дон Прокопио» Жоржа Бизе, «Карлик» Александра Цемлинского и «Горе от ума» Геннадия Банщикова. В качестве дирижёра В. Ф. Коваленко под руководством М. Л. Ростроповича принимал участие в мировой премьере оперы  «Видения Иоанна Грозного» (С. М. Слонимского). Коваленко сотрудничал с такими режиссёрами как: Р. Р. Стуруа, В. В. Багратуни, С. Л. Штейн и Э. Е. Пасынков. В качестве дирижёра Коваленко руководил филармоническими оркестрами в  Барнауле, Самаре, Новосибирске, Томске и Форт-Уэрте в США. Коваленко занимался гастрольной деятельностью в Чехословакии, Австралии, США, Японии, Италии и  Новой Зеландии.
Коваленко был участником международного фестиваля «Берлинские музыкальные недели» и итальянского фестиваля в Перуджи, являлся многократным лауреатом конкурса «Самарская театральная муза».
25 июля 1985 года Указом Президиума Верховного Совета РСФСР «За заслуги в области культуры и искусства» Виталию Васильевичу Максимову было присвоено почётное звание — Заслуженный деятель искусств Российской Федерации
Скончался 30 октября 2020 года в Самаре

## Награды
- Заслуженный деятель искусств Российской Федерации (25.07.1985[9])